# Mitchel Paulissen
Mitchel Paulissen (* 21. April 1993 in Kerkrade) ist ein niederländischer Fußballspieler.

## Karriere
Das Fußballspielen lernte Mitchel Paulissen in den Jugendmannschaften der Voetbalvereniging R.K.T.S.V. und Roda JC Kerkrade. Bei Roda unterschrieb er am 1. Juli 2011 seinen ersten Vertrag. Der Verein aus Kerkrade spielte in der ersten Liga, der Eredivisie. Am Ende der Saison 2013/14 musste er mit Kerkrade in die zweite Liga absteigen. Nach einem Jahr Zweitklassigkeit stieg man am Ende der Saison 2014/15 wieder in die erste Liga auf. Die Rückrunde der Saison 2015/16 wurde er an den Zweitligisten VVV-Venlo ausgeliehen. Für den Klub aus Venlo bestritt er 14 Ligaspiele. Nach der Ausleihe kehrte er Ende Juni 2016 nach Kerkrade zurück. Am Ende der Saison 2017/18 stieg er mit Kerkrade wieder in die zweite Liga ab. Nach 130 Ligaspielen für Kerkrade wechselte er im Sommer 2019 zum Zweitligisten SC Cambuur. Am Ende der Saison 2020/21 feierte er mit dem Verein aus Leeuwarden die Zweitligameisterschaft und den Aufstieg in die erste Liga. Nach insgesamt 101 Ligaspielen zog es ihn im August 2023 nach Asien. Hier unterschrieb er in Hongkong einen Vertrag beim Erstligisten Lee Man FC.

## Erfolge
SC Cambuur
- Niederländischer Zweitligameister: 2020/21  ▲